# Club Calcio Catania 1951-1952
Questa voce raccoglie le informazioni riguardanti il Club Calcio Catania nelle competizioni ufficiali della stagione 1951-1952.

## Stagione
Nella stagione 1951-1952 alla presidenza catanese viene eletto Arturo Michisanti, il quale passa con disinvoltura tutta catanese, dall'apprensione per i problemi amministrativi del club, a rinnovate ambizioni di grandezza.  Fa sognare la tifoseria l'innesto dell'attaccante Fabrizio Bartolini autore di 21 reti nel precedente torneo cadetto nel Livorno. Dall'Inter arrivano due ventiquatrenni, il portiere Narciso Soldan ed il mediano Enzo Bearzot. Dal Fanfulla di Lodi arriva l'ala Natale Dalcerri. Il campionato parte con il fardello di tre turni di squalifica del campo catanese per un'inchiesta della Corte d'Appello Federale risalente alla stagione scorsa.
In un campionato in cui le retrocesse si chiamano Roma e Genoa, non si può puntare al primo posto, l'unico che vale la promozione diretta, né il secondo che qualifica allo spareggio con la quart'ultima della Serie A. Di certo la formazione guidata dall'allenatore Nereo Marini dovrà tenersi lontana dalle ultime cinque posizioni che portano in Serie C. Dopo la sconfitta col Venezia viene chiamato in panchina Rodolfo Brondi a sua volta sostituito dopo la sconfitta con la Roma alla terzultima giornata da Fioravante Baldi. Il campionato degli etnei è comunque rassicurante, al termine otterranno il quarto posto con 44 punti. Il torneo lo vince la Roma con 53 punti, il Brescia secondo con 52 punti perderà lo spareggio con la Triestina.

## Rosa
| N. |                   | Ruolo | Calciatore      |
| -- | ----------------- | ----- | --------------- |
|    | Italia (bandiera) | P     | Giano Pattini   |
|    | Italia (bandiera) | P     | Narciso Soldan  |
|    | Italia (bandiera) | D     | Carlo Baccarini |
|    | Italia (bandiera) | D     | Luigi Boriani   |
|    | Italia (bandiera) | D     | Varo Bravetti   |
|    | Italia (bandiera) | D     | Alfredo Piram   |
|    | Italia (bandiera) | C     | Enzo Bearzot    |
|    | Italia (bandiera) | C     | Dandolo Brondi  |
|    | Italia (bandiera) | C     | Nicola Fusco    |
|    | Italia (bandiera) | C     | Aldo Gavazzi    |

| N. |                   | Ruolo | Calciatore           |
| -- | ----------------- | ----- | -------------------- |
|    | Italia (bandiera) | C     | Luigi Marangolo      |
|    | Italia (bandiera) | C     | Nereo Manzardo       |
|    | Italia (bandiera) | C     | Francesco Randon     |
|    | Italia (bandiera) | C     | Italo Rebuzzi (II)   |
|    | Italia (bandiera) | C     | Silvano Toncelli     |
|    | Italia (bandiera) | C     | Bruno Luigi Zambelli |
|    | Italia (bandiera) | A     | Fabrizio Bartolini   |
|    | Italia (bandiera) | A     | Natale Dalcerri      |
|    | Italia (bandiera) | A     | Guido Klein          |
|    | Italia (bandiera) | A     | Oliviero Zega        |

## Risultati

### Serie B

#### Girone di andata
| Arbitro: | Piemonte (Monfalcone) |

|  |           |          |
|  | Marcatori | 1’ Klein |

| Arbitro: | Bellè (Venezia) |

|                   |           |                        |
| Mellberg 43’, 49’ | Marcatori | 41’ Toncelli 56’ Klein |

| Arbitro: | Jonni (Macerata) |

|            |           |             |
| Randon 59’ | Marcatori | 76’ Giraudo |

| Arbitro: | Matteucci (Roma) |

|                                      |           |  |
| Sentimenti VI 17’ (rig.) Ponzoni 30’ | Marcatori |  |

| Arbitro: | Corallo (Lecce) |

|             |           |                |
| Bearzot 28’ | Marcatori | 46’ Zucchinali |

| Arbitro: | Righi (Milano) |

|           |           |  |
| Klein 21’ | Marcatori |  |

| Brescia 21 ottobre 1951 7ª giornata | Brescia               | 0 – 0 | Catania | Stadium di Viale Piave\| Arbitro: \| Piemonte (Monfalcone) \| |
| Arbitro:                            | Piemonte (Monfalcone) |       |         |                                                               |

| Arbitro: | Canavesio (Torino) |

|                          |           |               |
| Ceriotti 27’ Alberti 50’ | Marcatori | 40’ Bartolini |

| Arbitro: | Maurelli (Roma) |

|           |           |  |
| Klein 62’ | Marcatori |  |

| Messina 18 novembre 1951 10ª giornata | Messina            | 0 – 0 | Catania | Stadio Gazzi\| Arbitro: \| Marchetti (Milano) \| |
| Arbitro:                              | Marchetti (Milano) |       |         |                                                  |

| Arbitro: | Arpaia (Roma) |

|                       |           |           |
| Klein 13’ Bearzot 76’ | Marcatori | 67’ Persi |

| Arbitro: | Corallo (Lecce) |

|                                          |           |             |
| Klein 30’ Toncelli 34’ Brondi 70’ (rig.) | Marcatori | 24’ Gratton |

| Arbitro: | Cicardi (Lecco) |

|               |           |  |
| Pivatelli 41’ | Marcatori |  |

| Arbitro: | Fortina (Novara) |

|  |           |           |
|  | Marcatori | 11’ Klein |

| Arbitro: | Tibaldi (Savona) |

|                                |           |           |
| Busnelli 39’, 88’ Balbiano 66’ | Marcatori | 82’ Klein |

| Arbitro: | Maurelli (Roma) |

|                                    |           |              |
| Toncelli 1’, 74’ Brondi 20’ (rig.) | Marcatori | 36’ Ghezzani |

| Arbitro: | Corallo (Lecce) |

|           |           |           |
| Parvis 4’ | Marcatori | 80’ Klein |

| Arbitro: | Marchetti (Milano) |

|  |           |           |
|  | Marcatori | 6’ Tre Re |

| Arbitro: | Fortina (Novara) |

|                                             |           |            |
| Lenci 38’ Vergazzola 51’, 59’ Ampollini 62’ | Marcatori | 84’ Randon |

| Arbitro: | Matteucci (Firenze) |

|                                                    |           |                      |
| Manzardo 2’ Randon 40’ Klein 65’ Brondi 70’ (rig.) | Marcatori | 16’ (rig.) Panciroli |

#### Girone di ritorno
| Arbitro: | Michieletto (Mestre) |

|               |           |  |
| Bartolini 15’ | Marcatori |  |

| Arbitro: | Bernardi (Bologna) |

|                                        |           |            |
| Fusco 20’, 53’ Dalcerri 28’ Randon 89’ | Marcatori | 61’ Frizzi |

| Arbitro: | Zoli (Pontedera) |

|  |           |            |
|  | Marcatori | 11’ Brondi |

| Arbitro: | Guarnaschelli (Pavia) |

|           |           |                  |
| Klein 35’ | Marcatori | 55’ Brighenti II |

| Arbitro: | Valsecchi (Milano) |

|               |           |  |
| Cozzolini 69’ | Marcatori |  |

| Arbitro: | Scaramella (Roma) |

|                      |           |  |
| Grisa 5’ Forlani 48’ | Marcatori |  |

| Catania 23 marzo 1952 26ª giornata | Catania              | 0 – 0 | Brescia | Stadio Cibali\| Arbitro: \| Occhinegro (Taranto) \| |
| Arbitro:                           | Occhinegro (Taranto) |       |         |                                                     |

| Arbitro: | Arpaia (Roma) |

|                                    |           |  |
| Gavazzi 62’ Manzardo 65’ Klein 77’ | Marcatori |  |

| Arbitro: | Piemonte (Monfalcone) |

|                                     |           |           |
| Cavaleri 14’ Secchi 28’ Ganassi 77’ | Marcatori | 7’ Randon |

| Arbitro: | Rigato (Mestre) |

|  |           |              |
|  | Marcatori | 32’ Colomban |

| Treviso 20 aprile 1952 30ª giornata | Treviso          | 0 – 0 | Catania | Stadio Omobono Tenni\| Arbitro: \| Buratti (Milano) \| |
| Arbitro:                            | Buratti (Milano) |       |         |                                                        |

| Arbitro: | Perego (Milano) |

|              |           |                        |
| Marchetti 7’ | Marcatori | 9’, 44’, 76’ Bartolini |

| Arbitro: | Campanati (Milano) |

|              |           |          |
| Bartolini 8’ | Marcatori | 21’ Sega |

| Arbitro: | Liverani (Torino) |

|                           |           |           |
| Toncelli 47’ Dalcerri 62’ | Marcatori | 67’ Villa |

| Arbitro: | Perego (Milano) |

|  |           |           |
|  | Marcatori | 82’ Klein |

| Arbitro: | Jonni (Macerata) |

|                                                |           |                           |
| Brondi 15’ Bartolini 38’, 39’ Klein 63’ (rig.) | Marcatori | 50’ Marra 70’ Di Costanzo |

| Arbitro: | Savio (Torino) |

|                                   |           |  |
| Galli 25’ Zecca 35’ Sundqvist 41’ | Marcatori |  |

| Arbitro: | Canavesio (Torino) |

|                         |           |  |
| Toncelli 43’ Randon 72’ | Marcatori |  |

| Arbitro: | Ferrari (Firenze) |

|  |           |            |
|  | Marcatori | 24’ Randon |

## Statistiche

### Statistiche di squadra
| Competizione | Punti | In casa | In casa | In casa | In casa | In casa | In casa | In trasferta | In trasferta | In trasferta | In trasferta | In trasferta | In trasferta | Totale | Totale | Totale | Totale | Totale | Totale | DR |
| Competizione | Punti | G       | V       | N       | P       | Gf      | Gs      | G            | V            | N            | P            | Gf           | Gs           | G      | V      | N      | P      | Gf     | Gs     | DR |
| ------------ | ----- | ------- | ------- | ------- | ------- | ------- | ------- | ------------ | ------------ | ------------ | ------------ | ------------ | ------------ | ------ | ------ | ------ | ------ | ------ | ------ | -- |
| Serie B      | 44    | 19      | 12      | 5       | 2       | 34      | 14      | 19           | 5            | 5            | 9            | 14           | 25           | 38     | 17     | 10     | 11     | 48     | 39     | +9 |

### Statistiche dei giocatori
| Giocatore    | Serie B  | Serie B |
| Giocatore    | Presenze | Reti    |
| ------------ | -------- | ------- |
| C. Baccarini | 38       | 0       |
| F. Bartolini | 30       | 8       |
| E. Bearzot   | 29       | 2       |
| L. Boriani   | 5        | 0       |
| V. Bravetti  | 34       | 0       |
| D. Brondi    | 29       | 5       |
| N. Dalcerri  | 19       | 2       |
| N. Fusco     | 35       | 2       |
| A. Gavazzi   | 4        | 1       |
| G. Klein     | 36       | 13      |
| N. Manzardo  | 13       | 2       |
| L. Marangolo | 1        | 0       |
| G. Pattini   | 4        | -5      |
| A. Piram     | 9        | 0       |
| F. Randon    | 34       | 7       |
| I. Rebuzzi   | 19       | 2       |
| N. Soldan    | 34       | -34     |
| S. Toncelli  | 32       | 6       |
| B. Zambelli  | 10       | 0       |
| O. Zega      | 3        | 0       |